# Bahnstrecke Columbus–Greenville
| Streckenlänge: | 270 km |                                                                    |                                                                    |
| Spurweite: | 1435 mm (Normalspur) |                                                                    |                                                                    |
| | |                                                                    |                                                                    |
| Gesellschaft: | 1889–1894: Georgia Pacific Railway 1894–1923: Southern Railway Company in Mississippi (1920 in Columbus and Greenville Railroad umbenannt) 1923–1972: Columbus and Greenville Railway (1923) 1972–1975: Illinois Central Gulf Railroad seit 1975: Columbus and Greenville Railway (1974) |                                                                    |                                                                    |
| \| \| 0,00 \| Columbus Station \| Columbus Station \| \| \| 0,24 \| zur KCS-Strecke nach Artesia sowie zur AGR und GTRA \| zur KCS-Strecke nach Artesia sowie zur AGR und GTRA \| \| \| 0,64 \| Columbus C&G Yard \| Columbus C&G Yard \| \| \| \| LXVR-Strecke nach Belk sowie zur KCS und BNSF \| \| \| \| \| Anschluss Columbus Brick \| \| \| \| 2,45 \| \| \| \| \| 3,21 \| North Columbus \| North Columbus \| \| \| 5,47 \| Davis \| Davis \| \| \| 6,64 \| Flynn \| Flynn \| \| \| 9,52 \| Waters \| Waters \| \| \| 11,9 \| Tombigbee River \| Tombigbee River \| \| \| 12,7 \| Waverly \| Waverly \| \| \| 16,41 \| Stephens \| Stephens \| \| \| \| KCS (ex Illinois Central (IC)) von Aberdeen \| \| \| \| \| KCS (ex Mobile and Ohio Railroad (M&O)) von Corinth \| \| \| \| \| M&O, ab 1940 Gulf, Mobile and Ohio Railroad (GM&O) \| \| \| \| 28,64 \| West Point \| West Point \| \| \| \| KCS (ex M&O) nach Artesia, IC nach Kosciusko \| \| \| \| 30,57 \| \| \| \| \| 31,38 \| Prestage Farms \| Prestage Farms \| \| \| 32,34 \| zur KCS (ex IC); neue Verbindung Richtung Artesia 1983 \| zur KCS (ex IC); neue Verbindung Richtung Artesia 1983 \| \| \| \| \| \| \| \| 35,89 \| Cahns \| Cahns \| \| \| 44,58 \| Lime Plant \| Lime Plant \| \| \| 46,45 \| Cedar Bluff \| Cedar Bluff \| \| \| 57,58 \| Pheba \| Pheba \| \| \| 70,55 \| Maben \| Maben \| \| \| 75,28 \| Gulf, Mobile and Northern Railroad (GMN), ab 1940 GM&O \| Gulf, Mobile and Northern Railroad (GMN), ab 1940 GM&O \| \| \| \| GMN/GM&O von Middleton, nach Mobile \| \| \| \| 75,63 \| Mathiston \| Mathiston \| \| \| 82,14 \| Sapa \| Sapa \| \| \| 88,51 \| Eupora \| Eupora \| \| \| 99,07 \| Tomnolen \| Tomnolen \| \| \| 107,28 \| Stewart \| Stewart \| \| \| 115,87 \| Sibleyton \| Sibleyton \| \| \| 120,40 \| Kilmichael \| Kilmichael \| \| \| 126,51 \| Hendrix \| Hendrix \| \| \| 136,33 \| Winona \| Winona \| \| \| \| zur Grenada Railroad (ex IC) \| \| \| \| 136,79 \| Grenada Railroad (ex IC) von Memphis, nach Jackson \| Grenada Railroad (ex IC) von Memphis, nach Jackson \| \| \| 138,61 \| Cressona \| Cressona \| \| \| 148,74 \| McCarley \| McCarley \| \| \| 156,65 \| Carrollton \| Carrollton \| \| \| 166,26 \| Malmaison \| Malmaison \| \| \| 168,68 \| Pit \| Pit \| \| \| 169,90 \| Valley Hill \| Valley Hill \| \| \| 171,40 \| Anschluss zur Greenwood Air Base bis 1947 \| Anschluss zur Greenwood Air Base bis 1947 \| \| \| 176,00 \| Browning \| Browning \| \| \| \| \| \| \| \| \| Canadian National (CN; ex IC) von Memphis \| \| \| \| \| Greenwood C&G \| \| \| \| \| Greenwood CN/IC/Amtrak \| \| \| \| 183,46 \| Anschlussgleise Buckeye Oil Mill; ehemals auch Kraftwerk Henderson \| Anschlussgleise Buckeye Oil Mill; ehemals auch Kraftwerk Henderson \| \| \| \| Pillows \| \| \| \| \| CN (ex IC) nach Jackson \| \| \| \| 188,76 \| Yazoo River \| Yazoo River \| \| \| 189,10 \| Fort Loring \| Fort Loring \| \| \| 193,28 \| Runnymeade \| Runnymeade \| \| \| \| Southern Railway of Mississippi von Webb, nach Belzoni \| \| \| \| \| von der Webb Branch \| \| \| \| 195,45 \| Itta Bena \| Itta Bena \| \| \| 200,43 \| Berclair \| Berclair \| \| \| \| Anschluss Fishbelt Feeds \| \| \| \| 214,14 \| Moorhead \| Moorhead \| \| \| \| zur IC (ex Yazoo Delta Railroad) \| \| \| \| \| IC (ex Yazoo Delta Railroad) von Tutwiler, nach Belzoni \| \| \| \| 221,64 \| Baird \| Baird \| \| \| 229,04 \| Indianola \| Indianola \| \| \| 235,88 \| Heathman \| Heathman \| \| \| 238,18 \| Indi-Bel/Delta Western \| Indi-Bel/Delta Western \| \| \| 239,03 \| Holly Ridge \| Holly Ridge \| \| \| 244,27 \| Long’s Switch \| Long’s Switch \| \| \| 245,36 \| Dunleith \| Dunleith \| \| \| 247,71 \| Rexburg \| Rexburg \| \| \| \| \| \| \| \| \| CAGY (ex IC) von Cleveland \| \| \| \| 251,15 \| Elizabeth \| Elizabeth \| \| \| \| IC nach Tribbett \| \| \| \| \| Leland \| \| \| \| \| CAGY (ex IC) nach Hollandale \| \| \| \| \| \| \| \| \| 255,04 \| Stoneville \| Stoneville \| \| \| \| \| \| \| \| 258,70 \| Buckner \| Buckner \| \| \| \| Strecke der Great River Railroad zum Hafen Rosedale \| \| \| \| \| Metcalfe \| \| \| \| 262,80 \| Fish Lake \| Fish Lake \| \| \| \| Anschluss Loveland Products \| \| \| \| \| Greenville Yard \| \| \| \| \| diverse Anschlussgleise, u. a. Mars Foods, Bunge Grain, USG \| \| \| \| 269,74 \| Greenville C&G \| Greenville C&G \| \| \| \| Greenville IC \| \| \| \| \| diverse Anschlussgleise, u. a. Hafen Greenville \| \| \| \| \| \| \| \| Quellen: [1][2] \| \| \| \| | |                                                                    |                                                                    |
| Kopfbahnhof Streckenanfang (Strecke außer Betrieb) | 0,00 | Columbus Station                                                   | Columbus Station                                                   |
| Abzweig ehemals geradeaus und von rechts | 0,24 | zur KCS-Strecke nach Artesia sowie zur AGR und GTRA                | zur KCS-Strecke nach Artesia sowie zur AGR und GTRA                |
| Dienststation / Betriebs- oder Güterbahnhof | 0,64 | Columbus C&G Yard                                                  | Columbus C&G Yard                                                  |
| Abzweig geradeaus, nach rechts und von rechts | | LXVR-Strecke nach Belk sowie zur KCS und BNSF                      | LXVR-Strecke nach Belk sowie zur KCS und BNSF                      |
| Abzweig geradeaus und nach rechts | | Anschluss Columbus Brick                                           | Anschluss Columbus Brick                                           |
| | 2,45 |                                                                    |                                                                    |
| Haltepunkt / Haltestelle (Strecke außer Betrieb) | 3,21 | North Columbus                                                     | North Columbus                                                     |
| Haltepunkt / Haltestelle (Strecke außer Betrieb) | 5,47 | Davis                                                              | Davis                                                              |
| Haltepunkt / Haltestelle (Strecke außer Betrieb) | 6,64 | Flynn                                                              | Flynn                                                              |
| Haltepunkt / Haltestelle (Strecke außer Betrieb) | 9,52 | Waters                                                             | Waters                                                             |
| Brücke über Wasserlauf (Strecke außer Betrieb) | 11,9 | Tombigbee River                                                    | Tombigbee River                                                    |
| Bahnhof (Strecke außer Betrieb) | 12,7 | Waverly                                                            | Waverly                                                            |
| Haltepunkt / Haltestelle (Strecke außer Betrieb) | 16,41 | Stephens                                                           | Stephens                                                           |
| Strecke von rechts · Strecke (außer Betrieb) | | KCS (ex Illinois Central (IC)) von Aberdeen                        | KCS (ex Illinois Central (IC)) von Aberdeen                        |
| Abzweig geradeaus und von rechts · Strecke (außer Betrieb) | | KCS (ex Mobile and Ohio Railroad (M&O)) von Corinth                | KCS (ex Mobile and Ohio Railroad (M&O)) von Corinth                |
| Abzweig geradeaus und ehemals nach links · Kreuzung (Strecken außer Betrieb) · Strecke von rechts (außer Betrieb) | | M&O, ab 1940 Gulf, Mobile and Ohio Railroad (GM&O)                 | M&O, ab 1940 Gulf, Mobile and Ohio Railroad (GM&O)                 |
| Dienststation / Betriebs- oder Güterbahnhof · Bahnhof (Strecke außer Betrieb) · Strecke (außer Betrieb) | 28,64 | West Point                                                         | West Point                                                         |
| Abzweig ehemals geradeaus und nach links · Kreuzung (Strecke geradeaus außer Betrieb) · Abzweig quer, ehemals nach links und von links | | KCS (ex M&O) nach Artesia, IC nach Kosciusko                       | KCS (ex M&O) nach Artesia, IC nach Kosciusko                       |
| Strecke nach links (außer Betrieb) · Abzweig geradeaus und von rechts (Strecke außer Betrieb) · Strecke | 30,57 |                                                                    |                                                                    |
| Betriebs-/Güterbahnhof Strecke bis hier außer Betrieb · Strecke | 31,38 | Prestage Farms                                                     | Prestage Farms                                                     |
| Abzweig geradeaus und von links · Strecke nach rechts | 32,34 | zur KCS (ex IC); neue Verbindung Richtung Artesia 1983             | zur KCS (ex IC); neue Verbindung Richtung Artesia 1983             |
| | |                                                                    |                                                                    |
| Haltepunkt / Haltestelle (Strecke außer Betrieb) | 35,89 | Cahns                                                              | Cahns                                                              |
| Haltepunkt / Haltestelle (Strecke außer Betrieb) | 44,58 | Lime Plant                                                         | Lime Plant                                                         |
| Bahnhof (Strecke außer Betrieb) | 46,45 | Cedar Bluff                                                        | Cedar Bluff                                                        |
| Bahnhof (Strecke außer Betrieb) | 57,58 | Pheba                                                              | Pheba                                                              |
| Bahnhof (Strecke außer Betrieb) | 70,55 | Maben                                                              | Maben                                                              |
| Abzweig geradeaus und von rechts (Strecke außer Betrieb) | 75,28 | Gulf, Mobile and Northern Railroad (GMN), ab 1940 GM&O             | Gulf, Mobile and Northern Railroad (GMN), ab 1940 GM&O             |
| Abzweig geradeaus und nach links (Strecke außer Betrieb) | | GMN/GM&O von Middleton, nach Mobile                                | GMN/GM&O von Middleton, nach Mobile                                |
| Bahnhof (Strecke außer Betrieb) | 75,63 | Mathiston                                                          | Mathiston                                                          |
| Haltepunkt / Haltestelle (Strecke außer Betrieb) | 82,14 | Sapa                                                               | Sapa                                                               |
| Bahnhof (Strecke außer Betrieb) | 88,51 | Eupora                                                             | Eupora                                                             |
| Bahnhof (Strecke außer Betrieb) | 99,07 | Tomnolen                                                           | Tomnolen                                                           |
| Bahnhof (Strecke außer Betrieb) | 107,28 | Stewart                                                            | Stewart                                                            |
| Haltepunkt / Haltestelle (Strecke außer Betrieb) | 115,87 | Sibleyton                                                          | Sibleyton                                                          |
| Bahnhof (Strecke außer Betrieb) | 120,40 | Kilmichael                                                         | Kilmichael                                                         |
| Haltepunkt / Haltestelle (Strecke außer Betrieb) | 126,51 | Hendrix                                                            | Hendrix                                                            |
| Bahnhof (Strecke außer Betrieb) | 136,33 | Winona                                                             | Winona                                                             |
| Abzweig geradeaus und nach links (Strecke außer Betrieb) | | zur Grenada Railroad (ex IC)                                       | zur Grenada Railroad (ex IC)                                       |
| Kreuzung (Strecke geradeaus außer Betrieb) | 136,79 | Grenada Railroad (ex IC) von Memphis, nach Jackson                 | Grenada Railroad (ex IC) von Memphis, nach Jackson                 |
| Haltepunkt / Haltestelle (Strecke außer Betrieb) | 138,61 | Cressona                                                           | Cressona                                                           |
| Bahnhof (Strecke außer Betrieb) | 148,74 | McCarley                                                           | McCarley                                                           |
| Bahnhof (Strecke außer Betrieb) | 156,65 | Carrollton                                                         | Carrollton                                                         |
| Haltepunkt / Haltestelle (Strecke außer Betrieb) | 166,26 | Malmaison                                                          | Malmaison                                                          |
| Dienststation / Betriebs- oder Güterbahnhof (Strecke außer Betrieb) | 168,68 | Pit                                                                | Pit                                                                |
| Haltepunkt / Haltestelle (Strecke außer Betrieb) | 169,90 | Valley Hill                                                        | Valley Hill                                                        |
| Abzweig geradeaus, nach links und von links (Strecke außer Betrieb) | 171,40 | Anschluss zur Greenwood Air Base bis 1947                          | Anschluss zur Greenwood Air Base bis 1947                          |
| Haltepunkt / Haltestelle (Strecke außer Betrieb) | 176,00 | Browning                                                           | Browning                                                           |
| Abzweig geradeaus und nach links (Strecke außer Betrieb) · Strecke von rechts (außer Betrieb) | |                                                                    |                                                                    |
| Kreuzung (Strecke geradeaus außer Betrieb) · Abzweig ehemals geradeaus und von rechts | | Canadian National (CN; ex IC) von Memphis                          | Canadian National (CN; ex IC) von Memphis                          |
| Bahnhof (Strecke außer Betrieb) · Strecke | | Greenwood C&G                                                      | Greenwood C&G                                                      |
| Strecke (außer Betrieb) · Bahnhof | | Greenwood CN/IC/Amtrak                                             | Greenwood CN/IC/Amtrak                                             |
| Abzweig ehemals geradeaus, von links und von rechts · Strecke | 183,46 | Anschlussgleise Buckeye Oil Mill; ehemals auch Kraftwerk Henderson | Anschlussgleise Buckeye Oil Mill; ehemals auch Kraftwerk Henderson |
| Dienststation / Betriebs- oder Güterbahnhof · Strecke | | Pillows                                                            | Pillows                                                            |
| Abzweig geradeaus, nach links und von links · Abzweig nach links und nach rechts | | CN (ex IC) nach Jackson                                            | CN (ex IC) nach Jackson                                            |
| Brücke über Wasserlauf | 188,76 | Yazoo River                                                        | Yazoo River                                                        |
| ehemaliger Haltepunkt / Haltestelle | 189,10 | Fort Loring                                                        | Fort Loring                                                        |
| ehemaliger Haltepunkt / Haltestelle | 193,28 | Runnymeade                                                         | Runnymeade                                                         |
| Kreuzung (Querstrecke außer Betrieb) | | Southern Railway of Mississippi von Webb, nach Belzoni             | Southern Railway of Mississippi von Webb, nach Belzoni             |
| Abzweig geradeaus und ehemals von rechts | | von der Webb Branch                                                | von der Webb Branch                                                |
| Dienststation / Betriebs- oder Güterbahnhof | 195,45 | Itta Bena                                                          | Itta Bena                                                          |
| ehemaliger Haltepunkt / Haltestelle | 200,43 | Berclair                                                           | Berclair                                                           |
| Abzweig geradeaus, nach rechts und von rechts | | Anschluss Fishbelt Feeds                                           | Anschluss Fishbelt Feeds                                           |
| ehemaliger Bahnhof | 214,14 | Moorhead                                                           | Moorhead                                                           |
| Abzweig geradeaus und ehemals nach links | | zur IC (ex Yazoo Delta Railroad)                                   | zur IC (ex Yazoo Delta Railroad)                                   |
| Kreuzung (Querstrecke außer Betrieb) | | IC (ex Yazoo Delta Railroad) von Tutwiler, nach Belzoni            | IC (ex Yazoo Delta Railroad) von Tutwiler, nach Belzoni            |
| ehemaliger Bahnhof | 221,64 | Baird                                                              | Baird                                                              |
| Dienststation / Betriebs- oder Güterbahnhof | 229,04 | Indianola                                                          | Indianola                                                          |
| ehemaliger Haltepunkt / Haltestelle | 235,88 | Heathman                                                           | Heathman                                                           |
| Dienststation / Betriebs- oder Güterbahnhof | 238,18 | Indi-Bel/Delta Western                                             | Indi-Bel/Delta Western                                             |
| ehemaliger Haltepunkt / Haltestelle | 239,03 | Holly Ridge                                                        | Holly Ridge                                                        |
| ehemaliger Haltepunkt / Haltestelle | 244,27 | Long’s Switch                                                      | Long’s Switch                                                      |
| ehemaliger Haltepunkt / Haltestelle | 245,36 | Dunleith                                                           | Dunleith                                                           |
| ehemaliger Haltepunkt / Haltestelle | 247,71 | Rexburg                                                            | Rexburg                                                            |
| Abzweig geradeaus und ehemals nach links · Strecke von rechts (außer Betrieb) | |                                                                    |                                                                    |
| Kreuzung (Querstrecke außer Betrieb) · Abzweig geradeaus und von rechts (Strecke außer Betrieb) | | CAGY (ex IC) von Cleveland                                         | CAGY (ex IC) von Cleveland                                         |
| ehemaliger Bahnhof · Strecke (außer Betrieb) | 251,15 | Elizabeth                                                          | Elizabeth                                                          |
| Strecke · Abzweig geradeaus und von links (Strecke außer Betrieb) | | IC nach Tribbett                                                   | IC nach Tribbett                                                   |
| Strecke · Bahnhof (Strecke außer Betrieb) | | Leland                                                             | Leland                                                             |
| Strecke · Abzweig geradeaus, nach links und von links (Strecke außer Betrieb) | | CAGY (ex IC) nach Hollandale                                       | CAGY (ex IC) nach Hollandale                                       |
| Abzweig geradeaus und ehemals von links · Strecke nach rechts (außer Betrieb) | |                                                                    |                                                                    |
| ehemaliger Bahnhof | 255,04 | Stoneville                                                         | Stoneville                                                         |
| Strecke von links · Abzweig geradeaus und nach rechts | |                                                                    |                                                                    |
| Strecke · ehemaliger Haltepunkt / Haltestelle | 258,70 | Buckner                                                            | Buckner                                                            |
| Abzweig geradeaus, nach rechts und von rechts | | Strecke der Great River Railroad zum Hafen Rosedale                | Strecke der Great River Railroad zum Hafen Rosedale                |
| ehemaliger Bahnhof | | Metcalfe                                                           | Metcalfe                                                           |
| Strecke · ehemaliger Haltepunkt / Haltestelle | 262,80 | Fish Lake                                                          | Fish Lake                                                          |
| Strecke · Abzweig geradeaus und nach links | | Anschluss Loveland Products                                        | Anschluss Loveland Products                                        |
| Dienststation / Betriebs- oder Güterbahnhof · Strecke | | Greenville Yard                                                    | Greenville Yard                                                    |
| Abzweig geradeaus und nach rechts · Strecke | | diverse Anschlussgleise, u. a. Mars Foods, Bunge Grain, USG        | diverse Anschlussgleise, u. a. Mars Foods, Bunge Grain, USG        |
| Strecke · ehemaliger Bahnhof | 269,74 | Greenville C&G                                                     | Greenville C&G                                                     |
| ehemaliger Bahnhof · Strecke | | Greenville IC                                                      | Greenville IC                                                      |
| Abzweig quer und nach rechts · Strecke nach rechts | | diverse Anschlussgleise, u. a. Hafen Greenville                    | diverse Anschlussgleise, u. a. Hafen Greenville                    |
| | |                                                                    |                                                                    |
| Quellen: | |                                                                    |                                                                    |

Die rund 270 km lange, eingleisige und regelspurige Bahnstrecke Columbus–Greenville führt in Ost-West-Richtung quer durch den Norden des US-Bundesstaats Mississippi. Auf der 1889 fertiggestellten Verbindung wurde 60 Jahre lang Personen- und Güterverkehr angeboten, bis die Fahrgastbeförderung 1949 endete. Seither dient die Strecke ausschließlich dem Güterverkehr, wobei der 180 km lange Abschnitt östlich von Greenwood mit Ausnahme kurzer Teilstücke in Columbus und bei West Point seit 1983 bzw. 2001 außer Betrieb ist.

## Streckenverlauf

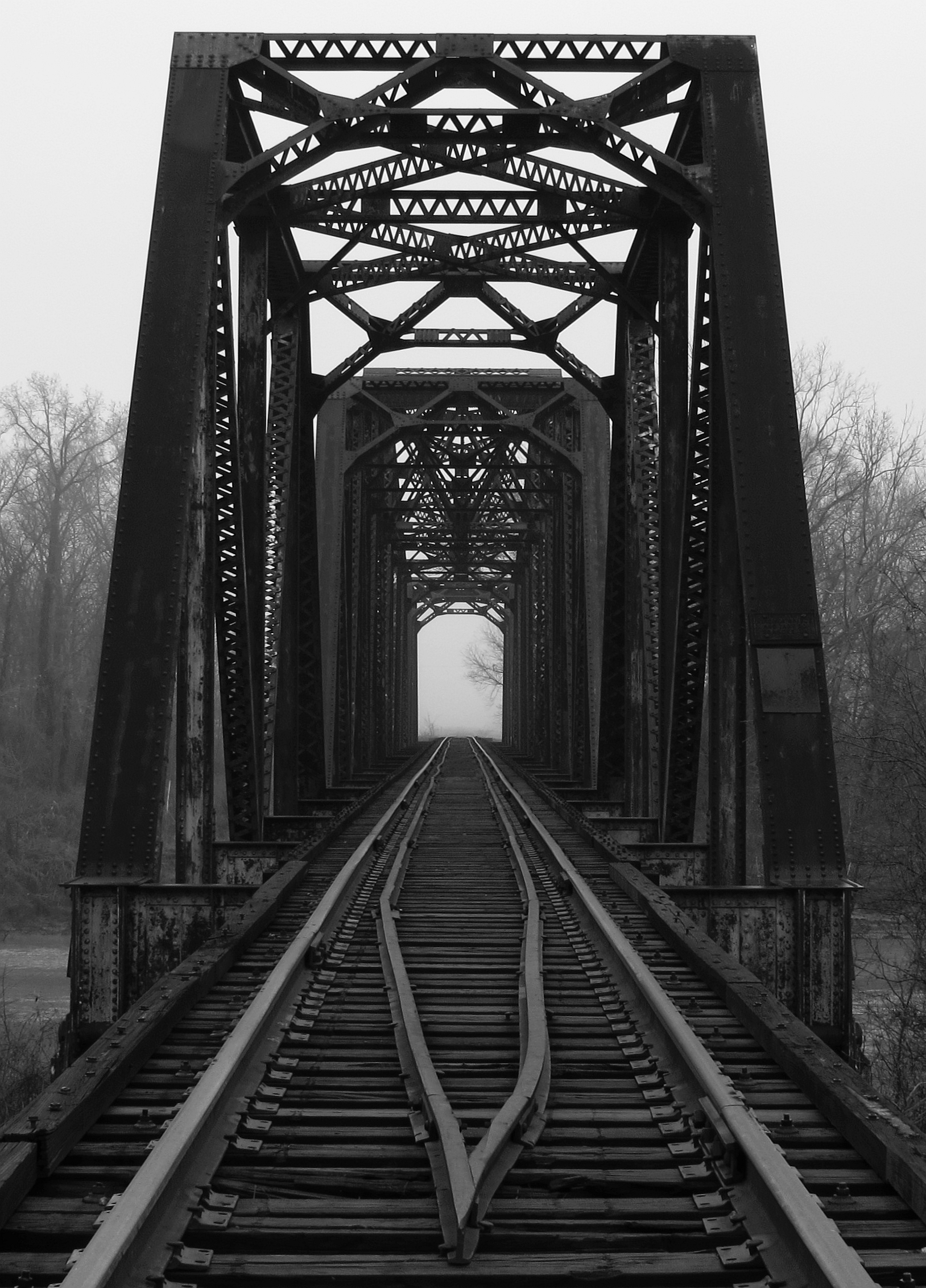
Brücke der Bahnstrecke Columbus–Greenville über den Yazoo River

Neben den beiden Endpunkten Columbus und Greenville sind West Point, Winona, Greenwood und Indianola die größten Orte an der Strecke.
Die ersten Kilometer der Bahnstrecke sind im Tal des Tombigbee Rivers trassiert. Etwa 40 km westlich von Columbus beginnt ein Anstieg von einer Höhe von etwa 60 Metern auf 129 Meter bei Milepost 44 (Streckenkilometer 70) in Maben. Von dort bis Milepost 86 (Streckenkilometer 112) in Cressona verläuft die Strecke durch leicht hügeliges Terrain, um dann innerhalb von rund 40 km bis Greenwood ins Tal des Yazoo Rivers auf eine Höhe von etwa 38 Metern abzufallen. Von dort bis zum Mississippi bestehen keine nennenswerten Höhenwechsel.

## Geschichte

### Georgia Pacific Railway (1889–1894)
Um die Verbindung zwischen der am Mississippi River gelegenen Stadt Greenville und ihres Hafens mit landeinwärts gelegenen Orten zu verbessern, begann die Greenville, Columbus and Birmingham Railroad Company (GC&B) in den 1870er-Jahren mit dem Bau einer Schmalspurbahn von Greenville Richtung Osten. Bis zum Ende des Jahrzehnts war eine etwa 40 km lange Strecke bis Indianola sowie ein Zweig nach Percy bei Hollandale fertiggestellt. Am 10. November 1881 wurde die GC&B zusammen mit anderen Unternehmen durch die Georgia Pacific Railway übernommen, die eine Bahnverbindung zwischen Atlanta und Greenville projektierte. Von Atlanta ausgehend eröffnete die Georgia Pacific schrittweise zunächst 1448 mm-Breitspur ausgeführte Streckenabschnitte und erreichte 1887 von Osten kommend Columbus. Die Bahnstrecke von dort bis Greenville wurde 1889 eröffnet, wobei sie zwischen Indianola und Greenville die Trasse der GC&B-Strecke nutzte. In den folgenden Jahren wurden alle Streckenabschnitte der Georgia Pacific auf Regelspur (1435 mm Spurweite) umgestellt.

### Southern Railway Company in Mississippi (1894–1923)
Nachdem die Eigentümer der Georgia Pacific Railway 1892 Insolvenz anmelden mussten, wurde das Unternehmen mit seinen Strecken 1894 in die neu gegründete Southern Railway integriert. Da der Bundesstaat Mississippi gesetzlich festgeschrieben hatte, dass im Staat tätige Bahnbetreiber auch dort ansässig zu sein hatten, wurde der Streckenabschnitt von der Grenze zwischen den Bundesstaaten Alabama und Mississippi östlich von Columbus bis Columbus und die anschließende Strecke nach Greenville jedoch zum 31. August 1894 nicht direkt der Southern mit Sitz in Washington, D.C. zugeteilt, sondern deren Tochtergesellschaft Southern Railway Company in Mississippi.

### Columbus and Greenville Railway (1924–1972)
Im Gegensatz zum östlichen Teil der früheren Georgia Pacific-Infrastruktur diente die am Mississippi endende Strecke Columbus–Greenville nur dem lokalen Verkehr. Die Southern-Tochtergesellschaft in Mississippi war daher nie ein besonders prosperierendes Unternehmen und gelangte etwa 25 Jahre nach ihrer Gründung in wirtschaftliche Schwierigkeiten. Am 6. November 1920 wurde die Southern Railway Company in Mississippi in Columbus and Greenville Railroad umbenannt und meldete unter diesem Namen noch im selben Monat Insolvenz an. Der Betrieb wurde unter Insolvenzverwaltung fortgeführt. Zum 6. August 1923 wurden die Immobilien und Sachgüter der Bahngesellschaft im Rahmen der Liquidation an die neu gegründete Columbus and Greenville Railway (C&G) verkauft, die im Sommer 1924 die Betriebsführung übernahm.
Infolge zunehmender Konkurrenz durch den Straßenverkehr stellte die C&G 1949 den Personenverkehr zwischen Columbus und Greenville ein.
Als 1968 die Illinois Central Railroad (IC) und die Gulf, Mobile and Ohio Railroad (GM&O), die nahezu alle anderen Strecken im Einzugsgebiet der C&G betrieben, ihre Fusion angekündigten, befürchtete die C&G signifikante Frachtverluste. Sie bemühte sich erfolgreich um Aufnahme in das entstehende Gemeinschaftsunternehmen Illinois Central Gulf Railroad (ICG), das die C&G daher zum 29. September 1972 erwarb.

### Illinois Central Gulf Railroad (1972–1975)
Nach dem Zusammenschluss begann die Illinois Central Gulf Railroad (ICG), durch die Kombination der Strecken verschiedener Vorgängergesellschaften duplizierte oder schwach genutzte Infrastruktur abzugeben. Auch die C&G-Strecke fiel in diese Kategorie und wurde zum 30. Oktober 1975 an ein im Vorjahr 1974 neu gegründetes Unternehmen übergeben, das wiederum den Namen Columbus and Greenville Railway wählte.

### Columbus and Greenville Railway (seit 1975)
Die von regionalen Counties und Unternehmen gehaltene Columbus and Greenville Railway (CAGY) erwarb die Bahnstrecke zum 2. August 1974 von der ICG und übernahm etwa 14 Monate später, am 30. Oktober 1975, den Betrieb.
Ab Ende der 1970er-Jahre wurde der Mittellauf des Tombigbee Rivers als Teil des Tennessee-Tombigbee Waterways kanalisiert. Der Fluss wurde westlich von Columbus von zwei Bahnstrecken gequert: Von der Strecke der CAGY und von einer Strecke der ICG (ehemals GM&O). Letztere traf in Artesia auf eine in Nord-Süd-Richtung verlaufende ICG/GM&O-Strecke, die in West Point wieder auf die CAGY-Strecke stieß. Um bei der Verbreiterung des Wasserlaufs nur eine Brücke neu errichten zu müssen, einigten sich CAGY und ICG darauf, der CAGY Trackage Rights auf den ICG-Streckenabschnitten zwischen Columbus und West Point zu erteilen. Im Süden von West Point wurde dazu 1983 eine neue Verbindung zwischen den Strecken beider Unternehmen errichtet, um einen Fahrtrichtungswechsel in West Point zu vermeiden. Die dauerhafte Unterbrechung der CAGY-Strecke war für den Sommer 1984 geplant, wurde jedoch vorgezogen, als die bestehende CAGY-Brücke über den Tombigbee am 2. Dezember 1983 von einem Schiff gerammt und beschädigt wurde.
Seitdem nutzen CAGY-Züge zwischen diesen Orten die Gleise der ICG, die 1988 an die MidSouth Rail Corporation und 1993 an die Kansas City Southern Railway (KCS) verkauft wurden. Die CAGY-Stammstrecke endet seither in Columbus im Norden des Orts am Anschlussgleis einer Ziegelei und beginnt in West Point am Übergang zum ICG/KCS-Netz. Die nördliche Verbindung zwischen CAGY- und KCS-Gleisen, die in den Ort West Point führt, ist baulich vorhanden, wird jedoch seit Anfang des 21. Jahrhunderts nicht mehr genutzt. Die neuere südliche Verbindung, die direkte Fahrten von/nach Artesia zulässt, wird von der CAGY befahren, um Getreidesilos eines Tiermastbetriebs zu beliefern. Der zwischen Columbus und West Point gelegene Abschnitt der Bahnstrecke Columbus–Greenville wurde abgebaut. Die ursprüngliche Brücke über den Tombigbee River, die Waverly Bridge, ist als Kulturdenkmal erhalten und im NRHP gelistet.
Im Mai 1985 erwarb die CAGY von der ICG die Streckenabschnitte Elizabeth–Leland–Stoneville–Metcalfe und Metcalfe–Greenville. Diese ermöglichen der CAGY seither den direkten Zugang zu den größeren Bahnhofsanlagen im Nordwesten von Greenville und zahlreichen Anschlussgleisen. Die ursprüngliche Streckenführung zwischen Stoneville und Greenville wurde ab Ende der 1990er-Jahre nicht mehr genutzt und ist auf einem Abschnitt unterbrochen.
2001 stellte die CAGY den Bahnbetrieb auf dem 144 km langen Streckenabschnitt zwischen West Point und Greenwood ein, nachdem Überschwemmungen Oberbauschäden verursacht hatten. Eine Stilllegung des Streckenteils wurde jedoch nicht beantragt; eine Wiederinbetriebnahme sei nicht ausgeschlossen. An mehreren Stellen, etwa an der Kreuzung mit der Strecke der Grenada Railroad in Winona oder einigen Straßenbahnübergängen, ist der Streckenteil jedoch seither durch Entfernung von Gleisabschnitten unterbrochen worden.
2006 wurde im Süden von Greenwood eine neue Gleisverbindung zwischen der Strecke der Canadian National (CN) und der Strecke Richtung Greenville errichtet. Diese ermöglicht direkte Fahrten zwischen dem CN-Bahnhof Greenwood und Greenville. Zuvor mussten aus Westen kommende Züge der CAGY die CN-Strecke zunächst kreuzen und dann rückwärts in den Bahnhof zurücksetzen. Der damit obsolet gewordene, durch die Innenstadt von Greenwood führende Streckenteil wurde stillgelegt und abgebaut.